# Eleocharis carniolica
Eleocharis carniolica là loài thực vật có hoa trong họ Cói. Loài này được W.D.J.Koch mô tả khoa học đầu tiên năm 1844.